# Каракіє (Марказі)
Каракіє (перс. قراقيه) — село в Ірані, у дегестані Таразнагід, у Центральному бахші, шагрестані Саве остану Марказі. За даними перепису 2006 року, його населення становило 0 осіб.

## Клімат
Середня річна температура становить 15,99 °C, середня максимальна – 34,42 °C, а середня мінімальна – -6,08 °C. Середня річна кількість опадів – 230 мм.
| Клімат поселення                              | Клімат поселення | Клімат поселення | Клімат поселення | Клімат поселення | Клімат поселення | Клімат поселення | Клімат поселення | Клімат поселення | Клімат поселення | Клімат поселення | Клімат поселення | Клімат поселення | Клімат поселення |
| Показник                                      | Січ.             | Лют.             | Бер.             | Квіт.            | Трав.            | Черв.            | Лип.             | Серп.            | Вер.             | Жовт.            | Лист.            | Груд.            |                  |
| Середній максимум, °C                         | 10,74            | 13,26            | 17,68            | 24,34            | 29,25            | 33,84            | 34,42            | 33,73            | 29,82            | 23,41            | 16,98            | 10,66            |                  |
| Середня температура, °C                       | 2,34             | 4,84             | 9,25             | 15,92            | 20,83            | 25,43            | 28,45            | 27,75            | 23,86            | 17,45            | 11,02            | 4,70             |                  |
| Середній мінімум, °C                          | −6,08            | −3,58            | 0,84             | 7,51             | 12,40            | 17,00            | 22,50            | 21,80            | 17,89            | 11,48            | 5,06             | −1,26            |                  |
| Норма опадів, мм                              | 33               | 33               | 42               | 29               | 22               | 3                | 1                | 1                | 1                | 12               | 21               | 32               |                  |
| Середньомісячна швидкість вітру, м/с          | 1.43             | 2.05             | 2.72             | 3.09             | 2.88             | 2.70             | 2.80             | 2.70             | 2.30             | 2.14             | 1.91             | 1.45             |                  |
| Середньомісячна сонячна радіація, кДж/м²·день | 9337             | 12082            | 14575            | 18129            | 22109            | 26199            | 25853            | 23580            | 20105            | 14820            | 10930            | 8874             |                  |
| --------------------------------------------- | ---------------- | ---------------- | ---------------- | ---------------- | ---------------- | ---------------- | ---------------- | ---------------- | ---------------- | ---------------- | ---------------- | ---------------- | ---------------- |
| Джерело:                                      |                  |                  |                  |                  |                  |                  |                  |                  |                  |                  |                  |                  |                  |